# گمینا زارنب کوشچیلنه
گمینا زارنب کوشچیلنه (به لهستانی:  Gmina Zaręby Kościelne) یک گمینا در لهستان است که در شهرستان اوستروف مازوویتسکا واقع شده‌است. گمینا زارنب کوشچیلنه ۸۸٫۹ کیلومتر مربع مساحت و ۳٬۷۹۶ نفر جمعیت دارد.